# Domínio francês nas Ilhas Jônicas (1797-1799)
O primeiro período de domínio francês nas Ilhas Jônicas (em grego: Πρώτη Γαλλοκρατία των Επτανήσων) durou de junho de 1797 a março de 1799. Após a queda da República de Veneza em maio de 1797, as Ilhas Jônicas, uma possessão veneziana, foram ocupadas pela França revolucionária. Os franceses instituíram um novo regime democrático e, após o Tratado de Campo Formio, anexaram as ilhas à França, formando os três departamentos de Corcyre (Corfu), Ithaque (Ithaca) e Mer-Égée (Mar Egeu).
Originalmente amplamente bem-vindo, o domínio francês começou a se tornar opressivo para os ilhéus, e despertou a inimizade dos impérios otomano e russo. Em 1798, uma campanha conjunta russo-otomana foi lançada contra as ilhas, culminando no cerco de quatro meses de Corfu. Sua queda em março de 1799 marcou o fim do domínio francês, e as ilhas foram reorganizadas como o protetorado russo-otomano da República Septinsular. As ilhas foram novamente anexadas à França em 1807 após os Tratados de Tilsit, mas mantiveram muitas das instituições da República Septinsular. Os franceses foram expulsos da maioria das ilhas pelos britânicos em 1809-10; apenas Corfu resistiu até 1814. Em 1815, os britânicos estabeleceram os Estados Unidos das Ilhas Jônicas.